# Kevin Lyttle
Pour les articles homonymes, voir Lyttle et Coombs.
 (octobre 2017).
Si vous disposez d'ouvrages ou d'articles de référence ou si vous connaissez des sites web de qualité traitant du thème abordé ici, merci de compléter l'article en donnant les références utiles à sa vérifiabilité et en les liant à la section « Notes et références ».
Kevin Lyttle (né Lescott Kevin Lyttle Coombs, le 14 septembre 1976 est un musicien de musique soca originaire de Saint-Vincent-et-les-Grenadines dans les Petites Antilles.

## Biographie
Au début de sa carrière artistique, Kevin Lyttle signe avec le label américain Atlantic Records, propriété de Atlantic Records. Sorti en 2001, son premier titre : Turn Me On, devient un tube en 2003 en Europe, puis, une année plus tard, aux États-Unis. Il est classé 4e du Billboard  Hot 100, des cent chansons les plus populaires aux États-Unis. Kevin Lyttle sort un album éponyme en 2004, 8e des charts et disque d'or. L'album s'est vendu à plus de deux millions d'exemplaires dans le monde. Le single se vend a plus de cinq millions d'exemplaires[réf. nécessaire]. Les titres Drive Me Crazy et Home For Carnival ont aussi connu un succès international. Une reprise de Turn me on a été enregistrée par le groupe folk américain CocoRosie.
Kevin Lyttle crée son propre label, Tarakon Records, et enchaîne les albums. Fyah sort en 2008 au Japon, sous licence Universal, et I Love Carnival en 2012.
En 2013, Kevin Lyttle reprend Turn Me On avec C. Langlais et Matt Houston et il fait un featuring avec le rappeur Flo Rida : Anywhere, classé 5e en Norvège, 7e au Royaume-Uni et 25e au Danemark et en Suède.
Le Gouvernement de Saint-Vincent-Et-Les-Grenadines lui a décerné, en 2013, le titre d'« ambassadeur culturel ». À la mémoire de sa défunte mère, il a créé la fondation Janice Lyttle pour combattre les maladies cardiovasculaires,.

## Discographie
- Kevin Lyttle (2004) - album produit par Cipha Sounds, RedOne et Nely, enregistré en 2001 et sorti en 2004.

Classement par pays
| Classement (2004)                       | Meilleure position |
| --------------------------------------- | ------------------ |
| Allemagne (Media Control AG)            | 2                  |
| Australie (ARIA)                        | 3                  |
| Autriche (Ö3 Austria Top 40)            | 6                  |
| Belgique (Flandre Ultratop 50 Singles)  | 5                  |
| Belgique (Wallonie Ultratop 50 Singles) | 11                 |
| Danemark (Tracklisten)                  | 1                  |
| France (SNEP)                           | 10                 |
| Irlande (IRMA)                          | 15                 |
| Italie (FIMI)                           | 3                  |
| Norvège (VG-lista)                      | 2                  |
| Nouvelle-Zélande (RMNZ)                 | 19                 |
| Pays-Bas (Single Top 100)               | 2                  |
| Royaume-Uni (UK Singles Chart)          | 2                  |
| Suède (Sverigetopplistan)               | 5                  |
| Suisse (Schweizer Hitparade)            | 3                  |
| États-Unis (Hot 100)                    | 4                  |
| États-Unis (Pop Airplay)                | 4                  |

- Fyah (2008), album
- TPMZ (2015), album Tu Me Donnes Le Tournis (2015)

## Récompenses
- Disque d'or aux États-Unis, Royaume-Uni, Allemagne, Suisse, Norvège, Danemark
- Disque de platine en Australie

## Distinctions
- Ambassadeur culturel de l’État de Saint-Vincent-et-les-Grenadines[1].